# Gockhuserbach
Der Gockhuserbach (auch Rütitobelbach, früher auch Breitibach genannt) ist ein 2,1 Kilometer langer linker Zufluss des Breitibachs in den Gemeinden Zürich und Dübendorf im Schweizer Kanton Zürich. Er entwässert ein 80 Hektar grosses Gebiet am Osthang des Adlisbergs.

## Geographie

### Verlauf

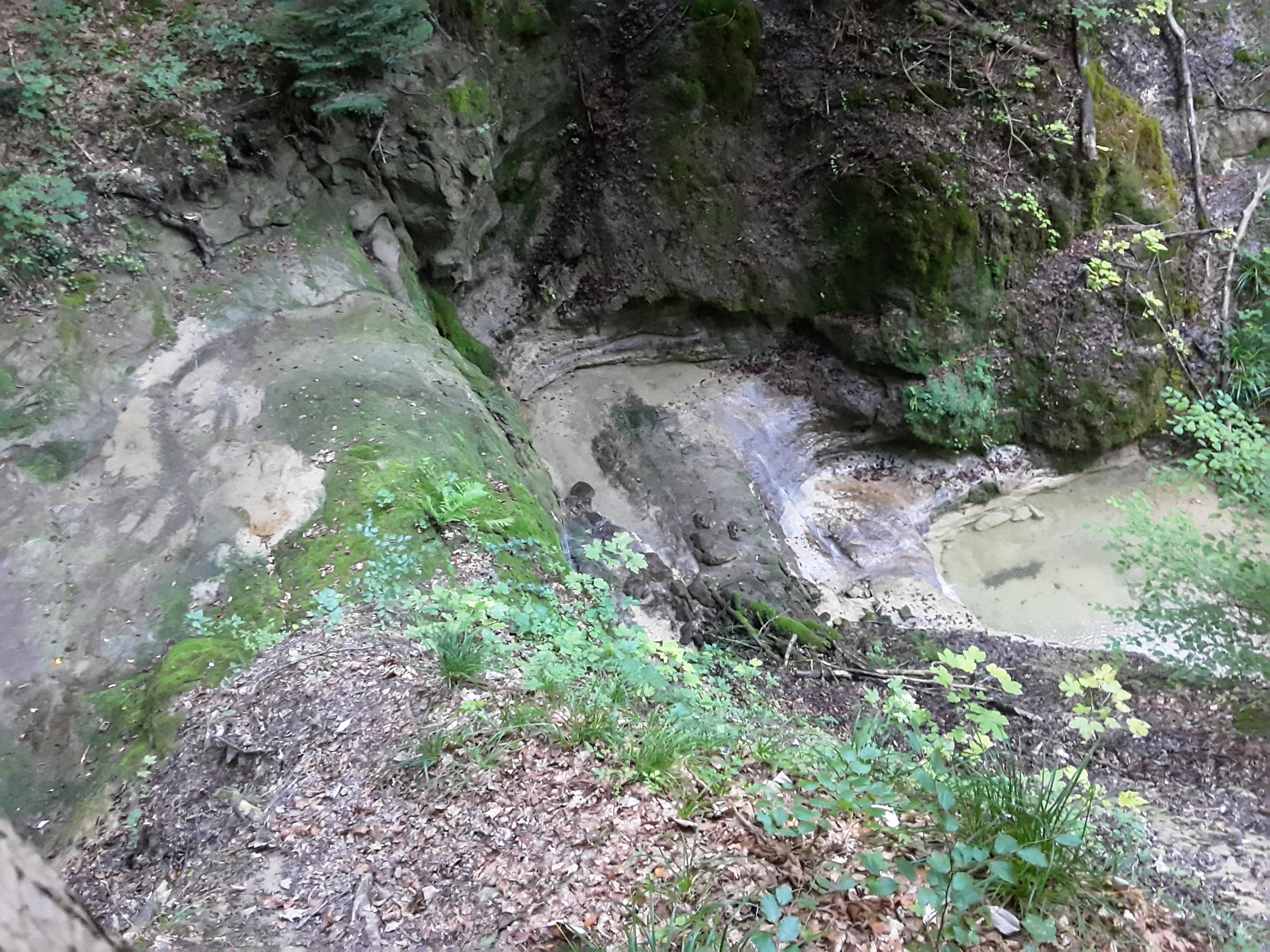
Wasserfall am Gockhuserbach

Der Gockhuserbach entspringt als Rütitobelbach oberhalb von Gockhausen auf dem Gemeindegebiet von Zürich in der Waldflur Kripf am Adlisberg auf 639 m ü. M. Nach einem rund 200 Meter langen Lauf in nordöstliche Richtung erreicht er das Gemeindegebiet von Dübendorf und wird nun Gockhuserbach genannt. Er nimmt von rechts den Lättenbach auf und zerschneidet nun das Siedlungsgebiet von Gockhausen, das er im Ortszentrum durchfliesst. Dabei wird er bis auf ein kurzes Stück, auf dem er eingedolt verläuft, von einem Waldsaum begleitet. Auf diesem kurzen eingedolten Abschnitt wird er von links vom Tennmoosbächli gespiesen. Er erreicht nun wieder Waldgebiet und durchfliesst das Ursprungstobel, an dessen unteren Ende er das Wasser des Tichelrütibachs aufnimmt. Der Gockhuserbach erreicht nun das flache Glatttal am Fusse des Adlisbergs und verläuft die letzten rund 460 Metern begradigt und von Feldern gesäumt, ehe er zwischen Sonnenthal und Werlen von links in den Breitibach mündet.

Vor einer Gewässerkorrektur in den 1950er Jahren hiess der Bach noch Breitibach. Er nahm weiter unten den Chämmeterbach auf und mündete direkt in die Glatt, wo der heutige Breitibach mündet.

### Einzugsgebiet
Das etwa 80 ha grosse Einzugsgebiet des Gockhuserbachs liegt im Züricher Pfannenstiel und wird durch ihn über den Breitibach, die Glatt und den Rhein zur Nordsee entwässert.
Es grenzt
- im Südosten an das Einzugsgebiet des Geerenbachs, der in den Breitibach mündet;
- im Südwesten an das des Adlisbergbachs, der über den Sagentobelbach in die Glatt entwässert und
- im Nordwesten an das des Chämmeterbachs, de in den Breitibach mündet.

Das Einzugsgebiet am Oberlauf ist bewaldet, am Mittellauf liegt das Dorf Gockhausen, dann folgt wieder Waldgelände und im Mündungsbereich überwiegen landwirtschaftlich Nutzflächen.
Die höchste Erhebung ist der Adlisberg mit einer Höhe von 701 m ü. M. im äusserten Süden des Einzugsgebiets.

### Zuflüsse
- Lättenbach (rechts), 0,2 km
- Tennmoosbächli (links) 0,5 km
- Tichelrütibach (rechts), 1,0 km